# Unverricht-Lundborgs sjukdom
Unverricht-Lundborgs sjukdom, även kallad Listersjukan, är en mycket ovanlig ärftlig sjukdom. Den beskrevs först av Unverricht 1895 i Estland, och kallas också baltisk epilepsi.
Sjukdomen beskrivs som "en form av progressiv myoklonisk epilepsi med demensutveckling", och är recessivt nedärvd.
Sjukdomen beskrevs först i Estland, men förekommer också i Finland. Den ansågs förr vanlig på svenska Listerlandet, men det är möjligt att inget av de där beskrivna fallen verkligen gällde Unverricht-Lundborgs sjukdom.

## Listerlandet
Rasbiologen Herman Lundborg visade i början av 1900-talet att detta berodde på förekomsten av kusinäktenskap på Listerlandet. Länge trodde man därför att den uppkommit på grund av inavel, vilket dock inte stämmer; kusingiften påverkar inte mutationsfrekvensen eller uppkomsten av sjukdomsanlag, däremot kommer fler recessiva anlag (som denna sjukdom) att visa sig. Sedan kusingiftena som en konsekvens av Lundborgs studie upphört, har några nya fall av sjukdomen inte uppkommit på Listerlandet, vilket konstaterades vid en undersökning 1978. Sjukdomen kallas därför även för listersjukan.